# أريغارون أليكسينكوي
أريغارون أليكسينكوي (الاسم العلمي:Erigeron alexeenkoi) هو نوع من النباتات يتبع جنس الأريغارون من الفصيلة النجمية.